# Principio activo
Un ingrediente activo, principio activo, sustancia activa o componente activo es el componente de un medicamento o pesticida que posee actividad biológica. Los términos similares ingrediente activo farmacéutico (AFI o API, por sus siglas en inglés (active pharmaceutical ingredient)) y activo a granel también se usan en medicina, y el término principio activo se puede usar para productos naturales.
La palabra fármaco, en griego: φάρμακον, puede usarse, dependiente del contexto para referirse al componente activo de un medicamento o al propio medicamento y originalmente denotaba una sustancia mágica o droga.
Por su parte según la RAE, el principio activo es el componente responsable de las propiedades farmacológicas o tóxicas de una sustancia. El BOE define principio activo como la sustancia o mezcla de sustancias utilizadas para elaborar un medicamento con una acción farmacológica, inmunológica o metabólica para restaurar, corregir o modificar las funciones fisiológicas o con fines diagnósticos.
Los términos constituyente activo o principio activo se eligen a menudo cuando se hace referencia a la sustancia activa de interés en una planta o un animal (tal como el ácido salicílico en la corteza de sauce o la arecolina en nueces de areca), porque la palabra ingrediente connota un sentido de la acción humana (es decir, algo que una persona combina con otras sustancias), mientras que los productos naturales presentes en las plantas no fueron agregados por ninguna intervención humana, sino que ocurrieron naturalmente ("una planta no tiene ingredientes").  
Algunos medicamentos pueden contener más de un ingrediente activo.
En contraste con los ingredientes activos, los ingredientes inactivos generalmente se llaman excipientes en contextos farmacéuticos.  El excipiente principal que sirve como medio para transportar el ingrediente activo generalmente se llama el vehículo. La vaselina y el aceite mineral son vehículos comunes. 

## Productos farmacéuticos
La forma de dosificación para un producto farmacéutico contiene el ingrediente farmacéutico activo (API), que es el fármaco en sí mismo, y los excipientes, que son las sustancias de la tableta, o el líquido en el que se suspende el API, u otro material que sea farmacéuticamente inerte.  Las drogas son elegidas principalmente por sus ingredientes activos. 
Los pacientes a menudo tienen dificultades para identificar los ingredientes activos en sus medicamentos y, a menudo, desconocen la noción de un ingrediente activo.  Cuando los pacientes toman múltiples medicamentos, los ingredientes activos pueden interferir entre sí, lo que a menudo resulta en complicaciones graves o potencialmente mortales.  Ahora existen servicios en línea que pueden identificar el ingrediente activo de la mayoría de los medicamentos, como la base de datos de medicamentos que proporciona información sobre los medicamentos disponibles en Australia.

## Medicina herbaria
En la medicina fitofarmacéutica o herbaria, el ingrediente activo puede ser desconocido o puede requerir cofactores para alcanzar objetivos terapéuticos. Esto conduce a complicaciones en el etiquetado. Una forma en que los fabricantes han intentado indicar la fortaleza es comprometerse en la estandarización de un compuesto marcador. Sin embargo, aún no se ha logrado la estandarización: diferentes compañías utilizan diferentes marcadores, o diferentes niveles de los mismos marcadores, o diferentes métodos de prueba de compuestos de marcadores. Por ejemplo, la hierba de San Juan a menudo está estandarizada con la hipericina, que ahora se sabe que no es el "ingrediente activo" para el uso de antidepresivos. Otras compañías se estandarizan a hiperforina o ambas, aunque puede haber algunos posibles constituyentes activos conocidos. Muchos herbolarios creen que el ingrediente activo de una planta es la propia planta.